# Uścikowo (stacja kolejowa)
Uścikowo – nieczynna wąskotorowa stacja kolejowa w Uścikowie, w województwie kujawsko-pomorskim.